# Yoann Offredo
Yoann Offredo (Savigny-sur-Orge, Essonne, Illa de França, 12 de novembre de 1986) és un ciclista francès, professional des del 2008 fins al 2020.
Tot i que no compta amb victòries de renom, Offredo va començar a destacar a finals del 2010, en aconseguir la tercera posició final al GP Ouest France-Plouay i la setena a la París-Tours. El 2011 aconseguí una meritòria setena posició a la Milà-Sanremo.
El 2017, mentre entrenava amb uns companys, va ser agredit per un conductor i el seu acompanyant.

## Palmarès
- 2007
  - 1r al Premi d'Armòrica
  - 1r al Souvenir Michel Roques
  - 1r al Trio Normand
- 2009
  - Vencedor d'una etapa al Tour de Picardia

### Resultats a la Volta a Espanya
- 2010. Abandona (10a etapa)

### Resultats al Tour de França
- 2017. 110è de la classificació general
- 2018. 91è de la classificació general
- 2019. 154è de la classificació general